# Trupanea obsoleta
Trupanea obsoleta är en tvåvingeart som först beskrevs av Friedrich Georg Hendel 1914.  Trupanea obsoleta ingår i släktet Trupanea och familjen borrflugor. Inga underarter finns listade i Catalogue of Life.